# Ushuaia
Ushuaia je upravno središče najjužnejše argentinske province Ognjena zemlja, Antarktika in južnoatlantski otoki (špansko Tierra del Fuego, Antártida e Islas del Atlántico Sur) in največje mesto na Ognjeni zemlji. Leži na južni obali otoka Isla Grande de Tierra del Fuego ob prelivu Beagle. Leta 2019 je štela okoli 75.000 prebivalcev.

## Toponimi
Beseda Ushuaia prihaja iz jezika Jaghanov: ush in waia ('zaliv' ali 'zalivček') in pomeni 'globok zaliv'. Zakon, ki je leta 1884 ustvaril podprefekturo, navaja ime Oshovia, eno od mnogih pravopisnih različic besede. Demonim je Ushuaiense.
Ime se pogosto izgovarja u-sua-ia (španska izgovorjava [uˈswaʝa]), izjema od pravopisnih pravil španščine, saj 's' kljub vmesnemu 'h' tvori zlog z naslednjim 'u' . Izgovor Usuaía (naglašen na 'i') je napačen: prozodični naglas je na prvem 'a', zato je beseda napisana brez naglasne oznake.

## Simboli
Grb
Občina je izvedla natečaj za pridobitev podobe mestnega grba, ki je z odlokom št. 28 leta 1971 odobrila zasnovo Vicenteja Gómeza.
Moto
Ushuaia, konec sveta, začetek vsega

## Zgodovina
Indijanci Selk’nam, imenovani tudi Ona, so prvič prispeli na Ognjeno zemljo pred približno 10.000 leti. Južna skupina avtohtonih prebivalcev tega območja, Jaghan (znana tudi kot Jámana), ki je zasedla današnjo Ushuaijo, je živela v stalnih konfliktih s severnimi prebivalci otoka.
Skozi večino druge polovice 19. stoletja je bil vzhodni del Tierra del Fuego naseljena z veliko večino državljanov, ki niso bili argentinski državljani, vključno s številnimi Britanci. Britanski misijonarji so Ushuaio neformalno ustanovili po predhodnih britanskih raziskavah, še preden so argentinski državljani ali vladni predstavniki stalno prišli tja. Britanska ladja HMS ''Beagle'' je pod poveljstvom kapitana Roberta Fitzroyja prvič prispela do kanala 29. januarja 1833 med prvo plovbo po Tierra del Fuego. Mesto so prvotno poimenovali zgodnji britanski misijonarji z uporabo domačega imena Yámana za to območje. Velik del zgodnje zgodovine mesta in njegovega zaledja je opisan v knjigi Lucasa Bridgesa Uttermost Part of the Earth (Skrajni del Zemlje) (1948). Ime Ushuaia se prvič pojavlja v pismih in poročilih Južnoameriškega misijonskega društva v Angliji. Britanski misijonar Waite Hockin Stirling je postal prvi Evropejec, ki je živel v Ushuaii, ko je med 18. januarjem in sredino septembra 1869 ostal z ljudstvom Yámana. Leta 1870 je prišlo več britanskih misijonarjev, da bi ustanovili majhno naselje. Naslednje leto je bil sklenjen prvi zakon. Leta 1872 je bilo registriranih 36 krstov in 7 porok ter prvo evropsko rojstvo (Thomas Despard Bridges) na Ognjeni zemlji.
Leta 1871 je anglikanski pastor Thomas Bridges z družino kot prvi beli priseljenec na Ognjeni zemlji prispel s Falklandskih otokov in 30. septembra, po tem, ko se je predhodno strinjal z argentinsko suverenostjo, na kraju, kjer danes stoji letališče, postavil misijon in naselbino, ki jo je po jeziku staroselskega ljudstva Jaganov poimenoval Ushuaia (ush – zaliv, ki gleda na zahod – wuaia). Prva hiša, zgrajena v mestu Ushuaia, je bila vnaprej sestavljen 3-sobni dom, pripravljen na Falklandskih otokih leta 1870 za velečasnega Thomasa Bridgesa. Ena soba je bila namenjena družini Bridges, druga pa zakonskemu paru Yámana, tretja pa je služila kot kapelica.
Thomas Bridges se je naučil jezika Jaghanov (prebivalci obalnega morja) in ga tekoče govoril. V manjši meri je lahko komuniciral v jeziku Ona (prebivalci gozdov). Njegovo misijonarsko delo je bilo usmerjeno predvsem v Jagane. Beseda Jamana preprosto pomeni 'ljudje'. Napisal je slovar jezika Jaghan, katerega izvirni rokopis je v Britanskem muzeju. Ker Jagani niso imeli sposobnosti niti sredstev za pisanje, je moral Thomas Bridges zgraditi abecedo, ki je bila primerna za fonetiko jezika. Prvotni rokopis je bil trikrat izgubljen, vendar je bil obnovljen in skoraj objavljen z napačnim imenom. Pri upodabljanju tega slovarja je bila v preteklih letih uporabljena več kot ena abeceda. Odisejada rokopisa je zajela skoraj pol stoletja, preden je bil dokončno objavljen. Natalie Goodall je bila ključna pri ponatisu slovarja leta 1987 in dragocenem vpogledu v zgodovino dela Thomasa Bridgesa. Izvodi slovarja vsebujejo gradivo o uporabljenih črkah in izgovorjavah, ki se v mnogih pogledih razlikuje od abecede, ki se uporablja v angleškem jeziku. (Glej: A de la Rue).
Argentino je kmalu zaskrbelo zaradi povečane britanske prisotnosti na Ognjeni zemlji, zato je proti jugu poslala odpravo pod poveljstvom Augusta Laserra, ki je septembra 1884 prispela v Ushuaio in 12. oktobra istega leta z obešenjem argentinske zastave pred novozgrajenim oporiščem tudi formalno potrdila argentinsko suverenost. Ta datum velja za ustanovitev današnjega mesta.
Leta 1873 sta Juan in Clara Lawrence, prva argentinska državljana, ki sta obiskala Ushuaio, prispela poučevati v šolo. Istega leta je Julio Argentino Roca, ki je pozneje dvakrat služboval kot argentinski predsednik, spodbujal ustanovitev kazenske kolonije za prestopnike po vzoru tiste v Tasmaniji v Avstraliji, da bi zagotovil stalno prebivališče iz Argentine in pomagal vzpostaviti argentinsko suverenost nad celotno Ognjeno zemljo. Toda šele po pogodbi o meji iz leta 1881 med Čilom in Argentino so se začela formalna prizadevanja za ustanovitev občine in njenega zapora.
V 1880-ih je v Ushuaijo prišlo veliko iskalcev zlata po govoricah o velikih zlatih poljih, ki so se izkazale za napačne. 12. oktobra 1884 je v okviru južnoatlantske ekspedicije komodor Augusto Lasserre ustanovil pododdelek Ushuaia, misijonarji in mornariški častniki pa so podpisali Act of Ceremony. Don Feliz M. Paz je bil imenovan za guvernerja Tierra del Fuego in leta 1885 za glavno mesto imenoval Ushuaijo. Leta 1885 je bila teritorialna policija organizirana pod vodstvom Antonia A. Romera. Toda šele leta 1904 je zvezna vlada Argentine Ushuaio priznala kot glavno mesto Ognjene zemlje.
Ushuaia je utrpela več epidemij, vključno s tifusom, oslovskim kašljem in ošpicami, ki so precej zmanjšale domorodno prebivalstvo. Ker pa Jámana niso bili vključeni v popisne podatke, natančno izgubljene številke niso znane. Prvi popis je bil izveden leta 1893, v katerem je v Ushuai živelo 113 moških in 36 žensk. Zapor je leta 1896 uradno ustanovil izvršni ukaz takratnega vršilca dolžnosti predsednika Roce. Do leta 1911 so Jámani praktično izginili, zato je bil misijon zaprt. Prebivalstvo se je do popisa leta 1914 povečalo na 1558.
Leta 1896 je zapor sprejel prve zapornike, v glavnem kršitelje in nevarne zapornike, premeščene iz Buenos Airesa, pa tudi nekatere politične zapornike. Ločen vojaški zapor je bil odprt leta 1903 v bližini Puerto Golondrina. Oba zapora sta se združila leta 1910 in ta kombinirani kompleks stoji še danes. Tako se je v prvi polovici 20. stoletja mesto osredotočilo na zapor, ki ga je zgradila argentinska vlada, da bi povečala argentinsko prebivalstvo in zagotovila argentinsko suverenost nad Ognjeno zemljo. Zapor je bil po vzoru Britancev na Tasmaniji in Francozov na Hudičevem otoku namenjen ponavljalcem in hudim storilcem kaznivih dejanj. Pobeg iz Ognjene zemlje je bil prav tako težak, čeprav sta dva zapornika za nekaj tednov uspela pobegniti v okolico. Zaporniško prebivalstvo so tako postali prisilni kolonisti in so večino svojega časa gradili mesto z lesom iz gozda okoli zapora. Zgradili so tudi železnico do naselja, ki je danes turistična atrakcija, znana kot Vlak na koncu sveta (Tren del Fin del Mundo), najjužnejša železniška proga na svetu..
Zapor je deloval do leta 1947, ko je Peronova vlada zapor odpravila in na njegovem mestu postavila mornariško oporišče, s katerim je izrazila svoje zahteve po Antarktiki. Večina stražarjev je ostala v Ushuaiji, medtem ko so bili ujetniki preseljeni v druge zapore severneje. 
V 1970-ih so davčne olajšave privabile številne priseljence iz ostalih predelov Argentine in mesto je začelo doživljati skokovito rast prebivalstva.
Baza je do začetka 1990-ih delovala kot skladišče in pisarne. Kasneje je bila preurejena v sedanji muzej Maritimo de Ushuaia.
Pomorska baza v Ushuaiji je bila aktivna med falklandsko vojno leta 1982. Argentinska križarka ARA General Belgrano, ki jo je nato potopila britanska flota, je odplula iz pristanišča Ushuaia, kjer je bilo februarja 1996 postavljeno spominsko obeležje.

## Lega
Ushuaia leži  v zalivu Ushuaia na 6 metrih nadmorske višine, na zahodu, severu in vzhodu jo obkrožajo Andes Fueguinos. Je edino mesto, ki je dostopno iz preostale države s prečkanjem dela gorskega območja Andov, ki poteka vzdolž južnega roba Ognjene zemlje. Državna cesta št. 3 prečka Sierro Alvear preko prelaza Garibaldi, da vstopi v dolino Carabajal, kjer sledi reki Olivia skozi Sierra Sorondo do preliva Beagle in zaliva Ushuaia. Zaradi tega v Argentini velja za edino čezandsko mesto (ciudad trasandina).
Ushuaijo že dolgo opisujejo kot najjužnejše mesto na svetu. Čeprav obstajajo naselja bolj južno, je edino opaznejše velikosti Puerto Williams, čilsko naselje s približno 2000 prebivalci. [26] Kot središče prebivalstva, trgovine in kulture ter kot večje in pomembnejše naselje [27] se Ushuaia očitno opredeljuje kot mesto. Članek iz časopisa Clarín iz leta 1998 poroča, da je skupni odbor Argentine in Čila na Puerto Williams prenesel oznako «najjužnejše mesto na svetu«, vendar so to zanikale argentinske oblasti. Sekretariat za turizem Argentine zato še naprej uporablja slogan v uradni dokumentaciji in na spletnih straneh.

## Podnebje
Ushuaia ima bistveno umirjeno blago tundrsko podnebje (Köppnova podnebna klasifikacija: ET); meji na subpolarno oceansko podnebje (Köppen: Cfc), z izredno milimi zimami in poletji (povprečna temperatura ostaja nad 0 ° C in pod 10 ° C skozi celo leto). Rastlinstvo okoli mesta tako ni podobno tipični tundri, temveč je močno gozdnato. Temperature na mednarodnem letališču Ushuaia - Malvinas Argentinas v najhladnejšem mesecu (juliju) znašajo povprečno 1,3 ° C in v najtoplejšem mesecu (januar) 9,7 ° C. Rekordno najnižja temperatura je bila julija −21,0 ° C, januarja pa rekordno visoka 29,5 ° C. Mesto v povprečju doživi 146 dni padavin na leto, veliko oblačnih in meglenih dni, v povprečju 206 oblačnih dni na leto. Posledica tega je, da Ushuaia prejme v povprečju 3,93 sončne ure na dan (skupaj 1434 ur letno) ali približno 30,2 % možnih sončnih žarkov. Kljub temu da je Ushuaia dobi le 529,7 milimetrov povprečnih letnih padavin, je zelo vlažna s povprečno vlažnostjo 77 %
Poletja so po navadi oblačna in vetrovna, z najvišjimi temperaturami v povprečju podnevi okoli 14 ° C in približno 5 ° C ponoči. Temperature okoli 20 ° C ali več se pojavijo le peščico dni, nočna zmrzal je vedno možna, pa tudi dnevi pod 10,0 ° C. Temperature se jeseni postopoma znižujejo, da pozimi dosežejo najvišjo temperaturo približno 4,5 ° C in najnižje -1,4 ° C, ob pogostih snežnih, žlednih in deževnih plohah. Nekatere zime lahko prinesejo daljša obdobja zmrzali in snega z večno zasnežitvijo, druge zime pa lahko prinesejo le snežne nevihte, ki jim sledijo otoplitve. Nato se temperature spomladi zelo počasi obnavljajo, vendar so snežne plohe in zmrzal pogost pojav do začetka poletja v decembru in se lahko pojavijo tudi sredi poletja.
Jugozahodni vetrovi naredijo zunanje otoke bolj mokre in pri Isla de los Estados dosežejo 1400 mm. Ker so temperature skozi vse leto hladne, je izhlapevanja malo. Sneg je pozimi pogost in se redno pojavlja skozi vse leto. Ushuaia občasno naleti na sneg poleti (od novembra do marca). Zaradi visoke južne zemljepisne širine na podnebje mesta vpliva Antarktika, trajanje dnevne svetlobe pa se močno razlikuje, od več kot 17 ur poleti do nekaj več kot 7 ur pozimi.

## Gospodarstvo
Glavne gospodarske dejavnosti so ribolov, pridobivanje zemeljskega plina in nafte, ovčereja in ekoturizem.

### Turizem
Turistične znamenitosti so narodni park Tierra del Fuego in zaliv Lapataia. Do parka se pride po cesti ali z  vlakom (Tren del Fin del Mundo) iz mesta Ushuaia. V mestu je muzej Jámanov, Angležev in Argentine, vključno s obdobjem zaporniške kolonije.
Divje živali so lokalne ptice, pingvini, tjulnji in orke, številne od teh vrst kolonizirajo otoke v prelivu Beagle. Vsak dan so na voljo izleti z avtobusi in čolni do Estancije Harberton, posestva družine Bridges. Ogledi  so tudi za svetilnik Les Eclaireurs. Les Eclaireurs včasih zamenjujejo s 'Svetilnikom na koncu sveta' (Faro del fin del mundo), ki je zaslovel v istoimenskem romanu [[Jules Verne| Julesa Verna]; vendar slednji leži približno 200 km vzhodno od Ushuaie na otoku Isla de los Estados.

### Smučanje
V bližini Ushuaie je več smučišč, vključno z ledenikom El Martial (na pogorju Martial) in Cerro Castor. Odprto leta 1999, je Cerro Castor najjužnejše pravo smučišče na svetu. Na Cerro Castor lahko smučate le 200 metrov nad morjem. Vrh doseže nadmorsko višino 1003 m, stalno hladne temperature pa omogočajo najdaljšo smučarsko sezono v Južni Ameriki. Ima deset vlečnic in 28 smučarskih prog vse težavnostnih stopenj. Obstajajo kavarne, planinske koče, šola smučanja, soba za prvo pomoč in bukov gozd. V Cerro Castor so poleg alpskega smučanja na voljo tudi deskanje na snegu, sankanje in krpljanje. Nahaja se na južni strani Cerro Krund, 27 kilometrov severno od Ushuaie. Smučarska sezona je običajno med junijem in oktobrom. Leta 2012 je Cerro Castor gostil svetovni pokal v prostem slogu FIS Freestyle Slopestyle, ki ga je organizirala Mednarodna smučarska zveza (FIS) , leta 2015 pa je gostil kongres in svetovni pokal Interski, ki ga je organiziralo Mednarodno združenje učiteljev smučanja, ki je bilo prvi tak dogodek na južni polobli.
Ledenik je priljubljen tudi v poletnih mesecih, ko sedežnica obratuje v obe smeri. Pohodniške poti vodijo od roba mesta do dna ledenika, ki se je v zadnjem stoletju precej umaknil, kot kažejo fotografije, razstavljene v antarktičnem muzeju Ushuaia.
Dolina Tierra Mayor in nordijsko smučišče Francisco Jerman, ki je 20 km in 5 km od Ushuaje, sta priljubljeni tekaški prizorišči. Od leta 1986 vsako leto gosti Marchablanco, 21 km tradicionalno dirko, ki jo organizirata Club Andino Ushuaia  in Ushuaia Loppet, maraton na polne razdalje, ki je eden od 20 članov smučarske zveze Worldloppet. Ta dirka se običajno začne v maratonski seriji zveze avgusta.

### Predelovalna industrija
Industrijski sektor Ushuaie, ki ga vodi tovarna elektronike Grundig Renacer, je med največjimi v Patagoniji.

## Umetnost in kultura
Umetnost in kultura
Od leta 2007 je Ushuaia gostila Bienal de Arte Contemporáneo del Fin del Mundo (Bienale sodobne umetnosti na koncu sveta), ki ga je ustanovila in organizirala fundacija Patagonia Arte & Desafío pod rubriko Južni pol umetnosti, znanosti in ekologija. Bienale je zbral več kot sto umetnikov iz petih celin, ki naslavljajo geslo »mislite na koncu sveta, da je možen drug svet«. Kot pedagoški projekt študente na vseh ravneh spodbuja k »razmišljanju o boljšem svetu«. 

## Galerija
- Pristanišče
- Pristanišče
- Svetilnik
- mesto
- Pingvini na otoku Martillo
- Otok Los Lobos

### Pobratena mesta
Ushuaia je pobratena z:
| Država      | Mesto                 |
| ----------- | --------------------- |
| Izrael      | Eilat                 |
| Brazilija   | Santos, São Paulo     |
| Grenlandija | Nuuk                  |
| Čile        | Punta Arenas          |
| Mehika      | San Miguel de Allende |
| Norveška    | Hammerfest            |
| ZDA         | Barrow, Aljaska       |